# Baguazhou
Baguazhou (kinesiska: 八卦洲街道) är ett stadsdelsdistrikt i Kina. Den ligger på ön Bagua Zhou i provinsen Jiangsu, i den östra delen av landet, omkring 12 kilometer norr om provinshuvudstaden Nanjing. Antalet invånare är 34 399. Befolkningen består av 16 564 kvinnor och 17 835 män. Barn under 15 år utgör 8,0 %, vuxna 15-64 år 78 %, och äldre över 65 år 12,0 %.
Runt Baguazhou är det mycket tätbefolkat, med 1 956 invånare per kvadratkilometer. Närmaste större samhälle är Nanjing, 12,9 km söder om Baguazhou. Trakten runt Baguazhou består till största delen av jordbruksmark.
Genomsnittlig årsnederbörd är 1 291 millimeter. Den regnigaste månaden är juli, med i genomsnitt 289 mm nederbörd, och den torraste är december, med 32 mm nederbörd.